# هورست فريدريك
هورست فريدريك هو سياسي ألماني، ولد في 12 أكتوبر 1950 في بايرويت في ألمانيا. نشط حزبياً في الحزب الديمقراطي الحر. وقد انتخب عضو في البوندستاغ الألماني خلال فترته النيابية ‏ (20 ديسمبر 1990 – 10 نوفمبر 1994).